# Балка Берда
Балка Берда — ботанічний заказник місцевого значення. Об'єкт розташований на території Більмацького району Запорізької області, село Олексіївка.
Площа — 15 га, статус отриманий у 1980 році.
Статус надано з метою збереження місць зростання лікарських рослин. Охороняється цілинна балка, де зростають цмин пісковий, глід, бузина чорна, кропива, звіробій, подорожник, череда.